# Ground Control (Computerspiel)
Ground Control ist ein Echtzeit-Strategiespiel, welches im Jahr 2000 von Massive Entertainment entwickelt und von Sierra On-Line herausgebracht wurde. Das Kennzeichen des Spieles ist die 3D-Grafik, die mit einer Zoomfunktion versehene im Raum frei schwebende Kamera, die es dem Spieler erlaubt, die Aktion aus jedem Winkel anzusehen.

## Hintergrundgeschichte
Ground Control spielt im Jahr 2419 und 2420. Die Menschheit wurde 2093 durch den Dritten Weltkrieg (im Spiel als 16-Minuten-Krieg bekannt) fast ausgerottet. 2110 waren die Mitglieder des Ordens der Neuen Dämmerung die ersten Menschen, die die Atombunker verließen und sich daranmachen, die zivilisierte Welt wieder aufzubauen. Andere wichtige Korporationen, welche ebenfalls das Chaos überlebten, folgten dem Beispiel des Ordens. Darunter auch die Crayven Corporation.
2419 prallen beide Parteien, der Orden der Neuen Dämmerung und die Crayven Corporation auf dem Planeten Krig7B zusammen. Es kommt zum Konflikt zwischen den beiden Mächten. Es ging um die Bergung einer jahrmillionenalten Alien-Technologie. Diese basiert auf einem, über den Planeten verteilten, Netz aus Xenofakten. Xenofakte sind jahrmillionenalte, hohe Säulen, die von einer unbekannten Alien-Rasse, im Spiel Älteres Volk genannt, erbaut wurden. Man entdeckte, dass es sich bei Krig7B um ein Verbindungsglied eines galaktischen Netzwerks von solchen Xenofakten handelte. Indem man jeweils ein separates Signal von den zwei Hauptxenofakten auf dem Planeten abschickt, konnte man das Ältere Volk herrufen.
Major Sarah Parker von der Crayven Corporation gelang es, unter der Führung von Enrica Hayes, die Lage zu entschärfen, indem sie den größten Teil der Xenofakte für die Crayven Corporation in Besitz nahm.
Ein Jahr danach will Deacon Jarred Stone, ein Kommandant des Ordens der Neuen Dämmerung, Enrica Hayes bei der Aktivierung der Xenofakte hindern. Er erfuhr von den schrecklichen Ausmaßen, falls das Netz der Xenofakte in Betrieb gesetzt würde. Als schließlich der korrupte Kardinal Aegiri auftauchte und sich mit Enrica Hayes verbündete, schlossen sich Major Sarah Parker und Deacon Jarred Stone zusammen. Kardinal Aegiri wollte das Ältere Volk mithilfe der Xenofakte herbeirufen, um mit deren Hilfe die Menschheit zugunsten der Crayven Corporation zu versklaven. Ihnen gelang es im letzten Augenblick das Flugzeug von Kardinal Aegiri zu vernichten und einen der Hauptxenofakte zu zerstören. Dabei wird aber ein Signal in Form eines Lasers in den Himmel geschickt. Es musste somit nur noch ein Signal abgeschickt werden, um das Ältere Volk herbeizurufen.
Das Spiel endet damit, dass Enrica Hayes die Flucht gelingt und sie einem unbekannten Mann (im Spiel „M“ genannt) Bericht erstattet, dass sie Krig7B verloren hatten.

## Spielprinzip
Echtzeit-Strategiespiel untypisch fallen bei Ground Control die Ressourcen und wirtschaftliche Verwaltung völlig weg. Man muss sich allein auf die Taktik und eine effektive Führung der begrenzten Einheiten konzentrieren.
Das wichtigste Gameplay-Element ist die Taktik. Diese muss sorgfältig geplant werden und es müssen wichtige Fähigkeiten und Schwächen der Einheiten beachtet werden. So sind etwa gepanzerte Einheiten (Terradynes und Hoverdynes) schwächer an den Seiten, hinten und von oben gepanzert. Folglich können sie nur in der Offensive eingesetzt werden. Hohe Böden bieten einen entscheidenden Vorteil, da man die Gegner früher entdecken, besser zielen und die schwächere Panzerung der Oberseite einer Einheit nützen kann. Besonders die Artillerie kann auf Hügeln von wichtiger Bedeutung sein.
Surpressive Fire ist eine Simulation eines Angriffs. Der Spieler kann einer Einheit befehlen, diese Art von Angriff auszuführen. Dabei feuert die Einheit in eine Richtung, in der es keine Einheiten gibt (gut als Deckung geeignet).
Die Stealth-Taktik kann verwendet werden, um sich Vorteile im Schatten eines Hügels zu verschaffen. Infanterieeinheiten können sich auch im Laub verstecken, dies ist eine andere Version der Stealth-Taktik im Spiel.
Friendly Fire ist sehr gefährlich für den Spieler. In den höheren Schwierigkeitsgraden muss man aufpassen, dass sich die Einheiten nicht gegenseitig im Weg stehen und sich gegenseitig zerstören.

### Einheiten und Waffen
Zu den Einheiten im Spiel gehören verschiedene Arten von Panzern, Artillerien, Flugzeugen und Soldaten, die alle mit futuristischen „Dropships“ ins Spiel gebracht werden. Sobald man sich in der Schlacht befindet, kann der Spieler die Einheiten größtenteils nicht mehr erneuern, sondern nur noch reparieren. Außerdem kann er keine neuen Einheiten abrufen, deshalb ist die Taktik der Schlüssel zum Erfolg.
Jede Einheit hat neben den normalen Waffen spezielle Fähigkeiten, Waffen und Rüstungen. Der Spieler kann auswählen, ob er eine Einheit bearbeiten will oder ob sie automatisch ausgerüstet wird.
Die beiden Gruppen im Spiel sind die „Crayven Corporation“ mit widerstandsfähigen traditionellen Waffen, und der „Orden der Neuen Dämmerung“ mit futuristischen, schwebenden Einheiten.
Alle Einheiten sind in Gruppen organisiert, sogenannten Squads. Während einzelnen Einheiten viele Befehle gegeben werden, muss man den Squads, die meistens aus vier bis sechs Einheiten bestehen, nur einen Befehl geben. Jede Gruppe gehört zu einer bestimmten Kategorie (Infantry, Armour, Support oder Aerodyne). Diese Kategorien werden jedoch wieder in zum Beispiel einfache, leichte, mittlere oder schwere Panzer geteilt. Jeder Typ hat seine eigenen Eigenschaften, Schwächen und Stärken, die der Spieler kennen sollte.
Während der gesamten Kampagne werden die einzelnen Squads mit Erfahrung belohnt. Diese Bonuspunkte werden als Medaillen dargestellt, die jedoch keine Auswirkung auf die Fähigkeiten und Stärke der jeweiligen Einheit haben.
Jede Einheit, mit Ausnahme des Command APC, hat eine endliche Spezialwaffe und eine spezielle Ausrüstung für jede Mission, die automatisch vom Computer oder vom Spieler gewählt werden kann. Spezielle Waffen reichen von zum Beispiel einfachen Granaten bis hin zu taktischen Raketen und nuklearen Sprengköpfen. Es gibt spezielle Geräte wie etwa Medkits, Radargeräte oder Reparatur-Kits, die bis zu viermal pro Mission verwendet werden können. Andere, besondere Waffen wie etwa der nukleare Sprengkopf können aufgrund ihrer Auswirkung auf das Spiel nur einmal verwenden werden.
Dropships sind für den Transport der Einheiten zu Beginn des Spieles gedacht. Jedes Dropship hat eine Kapazität von vier Squads. Insgesamt können bis zu drei Dropships pro Mission landen. Also können insgesamt nur zwölf Squads und der Command APC im Spiel kämpfen.

## Rezeption
Ground Control wurde zumeist positiv bewertet. Bei Metacritic hält das Spiel 86 von 100 Punkten, aufbauend auf 26 Kritiken. Aus 48 Nutzerbewertungen ergibt sich ein Stand von 7,5 aus 10 Punkten (August 2023). Im Katalog von MobyGames hat der Titel einen „Moby Score“ von 8,1. Basierend auf 35 Kritikermeinungen ergibt sich eine durchschnittliche Bewertung von 85 % (August 2023). Das Spiel wird insbesondere für seinen intuitiven Zugang, Liebe zum Detail und die Grafik gelobt. Auf Kritik stößt vor allem die Tatsache, dass der Spielstand in einer laufenden Kampagne nicht gespeichert werden kann.
Das deutsche Onlinemagazin 4Players vergibt im Gesamturteil 89 %. Durch den Verzicht auf den „Bau von Basen und das Aufstellen von Einheiten“ gehe es „nur um den Kampf und ums nackte Überleben“. Das Strategiespiel biete ein „durchdachtes Gameplay“ sowie „intuitive Steuerung“. Die „damit verbundene Taktik und Action bringen jede Menge spannende Spielstunden mit sich“. Ground Control eigne sich „sowohl für Einsteiger und Profis“.
Insgesamt sei Ground Control einfach ein „großartiges Echtzeit-Strategiespiel“. Dan Adams lobt in seinem Artikel für IGN Spielmechanik, Sound und vor allem die Grafik, die „verdammt hübsch anzuschauen“ sei. Allerdings habe der Titel einen großen, fast unverzeihlichen Fehler: Es gibt keine Möglichkeiten, den Fortschritt mitten in einer Mission zu speichern. Genre-Fans würden Ground Control trotzdem „definitiv genießen“.
Eurogamer schließt sich in der Beurteilung als „großartiges Spiel“ an, das durch Feinschliff, Liebe zum Detail und Originalität glänze. Ground Control nehme eine ähnliche Stellung für das Echtzeit-Strategie-Genre ein, wie Half-Life für Ego-Shooter. Die Gegner-KI neige allerdings dazu, sich in ähnlichen Situationen immer gleich zu verhalten. Auch die Musik sei „etwas langweilig“, ergebe aber zusammen mit den satten Kampfgeräuschen und soliden Umgebungseffekten eine „gute Atmosphäre“ sowie „immersiven Effekt“.
Ben Preston lobt in der Zeitschrift Next Generation die „intuitive Kamera und Steuerung“. Die Entwickler hätten damit ein großes Problem gelöst, unter dem viele Echtzeit-Strategiespiel durch den Wechsel zu einer 3D-Grafik leiden würden und könnten damit neue Standards setzen. Die abwechslungsreiche Grafik falle ähnlich „beeindruckend“ aus. Leider fehle der Geschichte die Aufmerksamkeit für Details und strotze nur so vor Klischees. Preston bemängelt ebenfalls die fehlenden Speichermöglichkeiten während einer Mission als „schwerwiegenden Mangel“.

## Erweiterung und Fortsetzung
Die Erweiterung Ground Control: Dark Conspiracy (dt.: Ground Control: Dunkle Verschwörung) erschien im Jahr 2000. Sie fügte dem Spiel eine neue Fraktion, die Phoenix Mercuries hinzu und somit auch 15 neue Missionen. Diese Erweiterung setzt die Story dort fort, wo der erste Teil aufgehört hatte. Zudem wurde die Erweiterung in den Vereinigten Staaten für Käufer des Hauptspiels kostenlos für einen pauschalen Bearbeitungs- und Versandpreis von ca. 5 $ angeboten.
Die Fortsetzung Ground Control II: Operation Exodus kam 2004 auf den Markt. Das Spiel beinhaltete eine neue Grafik sowie ein neues Spielkonzept. Ground Control II wurde kein großer Erfolg. Kurz nach der Veröffentlichung von Ground Control II wurde Ground Control kostenlos zum Herunterladen bereitgestellt (Freeware).
Das Entwicklerstudio Massive Entertainment gehörte bis 2008 zu Vivendi Games, dann wurde es von Ubisoft aufgekauft. Die Rechte an der Ground-Control-Reihe blieben bei Vivendi Games (heute Activision Blizzard), bis sie Mitte 2009 an den britischen Entwickler Rebellion verkauft wurden. Die Spiele sind nun als Downloads auf der Spiele-Downloadplattform GOG.com erhältlich und Rebellion erwägt die Entwicklung weiterer Ground-Control-Spiele.